# Аринго (Л'Аквила)
Аринго (итал. Aringo) је насеље у Италији у округу Л'Аквила, региону Абруцо.
Према процени из 2011. у насељу је живело 68 становника. Насеље се налази на надморској висини од 982 м.

-->